# Mario Pérez Rodríguez
Mario Pérez Rodríguez (* 11. April 1936 in Heredia), auch bekannt unter dem Spitznamen El Flaco (der Dünne), ist ein ehemaliger costa-ricanischer Fußballspieler auf der Position des Torwarts.

## Biografie
Trotz seines jungen Alters debütierte El Flaco Pérez bereits 1953 in der Primera División de Costa Rica für den Club Deportivo Saprissa. In den nächsten vierzehn Jahren war er Stammtorwart der Violetten und gewann mit ihnen sechs Meistertitel.
1967 wechselte er zum Ligakonkurrenten Club Sport Cartaginés, bei dem er seine aktive Karriere im Januar 1971 beendete.
Trotz seines Weggangs von Saprissa galt Pérez auch weiterhin als unantastbare Ikone der Violetten und wurde 1998 in die Ehrengalerie (Galería de los Inolvidables) von Saprissa aufgenommen.
Bereits 1989 war er, zusammen mit Carlos Alvarado Villalobos, zum besten costa-ricanischen Torhüter der 1950er Jahre gewählt worden.
Nach seiner aktiven Karriere war er bei diversen Vereinen als Torwarttrainer im Einsatz.
In den Qualifikationsspielen zu den Fußball-Weltmeisterschaften der Jahre 1958, 1962 und 1966 hütete Pérez häufig das Tor der Fußballnationalmannschaft von Costa Rica.

## Erfolge
- Costa-ricanischer Meister: 1953, 1957, 1962, 1964, 1965, 1967